# ワイルド・オーキッズ
『ワイルド・オーキッズ』（Wild Orchids）は、イギリスのギタリスト、スティーヴ・ハケットが2006年に発表したスタジオ・アルバム。

## 背景
通常盤は13曲入りだが、ヨーロッパで発売されたスペシャル・エディション盤及び日本盤は17曲入りとなり、ボーナス・トラックのうち2曲は、スペシャル・エディション盤と日本盤では異なる。日本盤ボーナス・トラックのうち「エラプション」は、フォーカスがアルバム『ムーヴィング・ウェイヴス』で発表した曲のカヴァーで、「リコンディションド・ナイトメア」は、ハケットのアルバム『キュアード』収録曲「ジ・エアー・コンディションド・ナイトメア」の再録音である。

## 評価
James Christopher Mongerはオールミュージックにおいて5点満点中3.5点を付け「『ワイルド・オーキッズ』は、元ジェネシス/GTRのギタリストが、プログレッシブ・ロックのルーツに回帰したことを示している」「デヴィッド・ギルモア、エイドリアン・ブリュー、ヤニー、それに『The Future』の頃のレナード・コーエンを見事に混ぜ合わせた」と評している。また、ジョン・ケルマンはAll About Jazzのレビューで5点満点中4.5点を付け「『ワイルド・オーキッズ』は、ハケットのキャリアの中で最もポップ色の強いアルバムかもしれない。しかし、シンフォニックな世界に属するジ・アンダーワールド・オーケストラの参加もあって、やはりプログレッシブなアルバムだ。そして、ハケット印の押されたエレクトリック・ギター演奏のスタイルが健在なだけでなく、作曲家としての才能も同様に感じさせるアルバムだ」と評している。

## 収録曲
特記なき楽曲はスティーヴ・ハケット作。

### 通常盤
1. "A Dark Night in Toytown" (Steve Hackett, Roger King, Christoph Willibald Gluck) - 3:42
2. "Waters of the Wild" (S. Hackett, R. King) - 5:35
3. "Set Your Compass" (S. Hackett, John Hackett) - 3:38
4. "Down Street" (S. Hackett, R. King) - 7:34
5. "A Girl Called Linda" - 4:44
6. "To a Close" - 4:49
7. "Ego and Id" (S. Hackett, Nick Clabburn) - 4:08
8. "Man in the Long Black Coat" (Bob Dylan) - 5:07
9. "Wolfwork" - 4:49
10. "Why" - 0:47
11. "She Moves in Memories" - 5:00
12. "The Fundamentals of Brainwashing" - 3:01
13. "Howl" - 4:31

### スペシャル・エディション盤
1. "Transylvanian Express" (S. Hackett, R. King, C. Gluck) - 3:44
2. "Waters of the Wild" (S. Hackett, R. King) - 5:35
3. "Set Your Compass" (S. Hackett, John Hackett) - 3:38
4. "Down Street" (S. Hackett, R. King) - 7:34
5. "A Girl Called Linda" - 4:44
6. "Blue Child" - 4:25
7. "To a Close" - 4:49
8. "Ego and Id" (S. Hackett, Nick Clabburn) - 4:08
9. "Man in the Long Black Coat" (B. Dylan) - 5:07
10. "Cedars of Lebanon" - 4:02
11. "Wolfwork" - 4:49
12. "Why" - 0:47
13. "She Moves in Memories" - 5:00
14. "The Fundamentals of Brainwashing" - 3:01
15. "Howl" - 4:31
16. "A Dark Night in Toytown" (S. Hackett, R. King, C. Gluck) - 3:42
17. "Until the Last Butterfly" - 2:29

### 日本盤
1. トランシルヴァニア特急 "Transylvanian Express" (S. Hackett, R. King, C. Gluck) - 3:44
2. ウォーター・オブ・ザ・ワイルド "Waters of the Wild" (S. Hackett, R. King) - 5:35
3. セット・ユア・コンパス "Set Your Compass" (S. Hackett, J. Hackett) - 3:37
4. ダウン・ストリート "Down Street" (S. Hackett, R. King) - 7:33
5. ア・ガール・コールド・リンダ "A Girl Called Linda" - 4:46
6. トゥ・ア・クロース "To a Close" - 4:48
7. エゴ・アンド・イド "Ego and Id" (S. Hackett, N. Clabburn) - 4:08
8. マン・イン・ザ・ロング・ブラック・コート "Man in the Long Black Coat" (B. Dylan) - 5:07
9. シダーズ・オブ・レバノン "Cedars of Lebanon" - 4:01
10. ウルフワーク "Wolfwork" - 4:49
11. ホワイ "Why" - 0:46
12. シー・ムーヴス・イン・メモリーズ "She Moves in Memories" - 4:59
13. ザ・ファンダメンタル・オブ・ブレインウォッシング "The Fundamentals of Brainwashing" - 3:01
14. ハウル "Howl" - 4:31
15. ア・ダーク・ナイト・イン・トイタウン "A Dark Night in Toytown" (S. Hackett, R. King, C. Gluck) - 3:41
16. エラプション "Eruption" (Thijs van Leer, Tom Barlage) - 3:40
17. リコンディションド・ナイトメア "Reconditioned Nightmare" - 4:08

## 参加ミュージシャン
- スティーヴ・ハケット - ギター、ボーカル、エレクトリック・シタール、プサルタリー、オプティガン、ハーモニカ
- ロジャー・キング - キーボード、プログラミング、リズムギター
- ニック・マグナス - キーボード(on "Ego and Id")
- ゲイリー・オトゥール - ドラムス、バッキング・ボーカル
- ジョン・ハケット - フルート、ギター
- ロブ・タウンゼント - フルート、アルト・フルート、サクソフォーン、ホイッスル、バスクラリネット
- ジ・アンダーワールド・オーケストラ
  - クリスティーン・タウンゼント - ヴァイオリン、ヴィオラ
  - リチャード・スチュワート - チェロ
  - ディック・ドライヴァー - ダブル・ベース
  - Colin Clague - トランペット
  - Chris Redgate - オーボエ、コーラングレ